# Ellsworth (Michigan)
Ellsworth é uma vila localizada no estado americano de Michigan, no Condado de Antrim.

## Demografia
Segundo o censo americano de 2000, a sua população era de 483 habitantes.
Em 2006, foi estimada uma população de 465, um decréscimo de 18 (-3.7%).

## Geografia
De acordo com o United States Census Bureau tem uma área de
2,1 km², dos quais 1,9 km² cobertos por terra e 0,2 km² cobertos por água.

## Localidades na vizinhança
O diagrama seguinte representa as localidades num raio de 24 km ao redor de Ellsworth.